# Jüdischer Friedhof (Belle)
Der Jüdische Friedhof Belle liegt in Belle, einer Ortschaft der Gemeinde Horn-Bad Meinberg im Kreis Lippe in Nordrhein-Westfalen. Der jüdische Friedhof ist mit der Nummer 03.6 als Baudenkmal in die Denkmalliste der Gemeinde Horn-Bad Meinberg eingetragen.

## Beschreibung

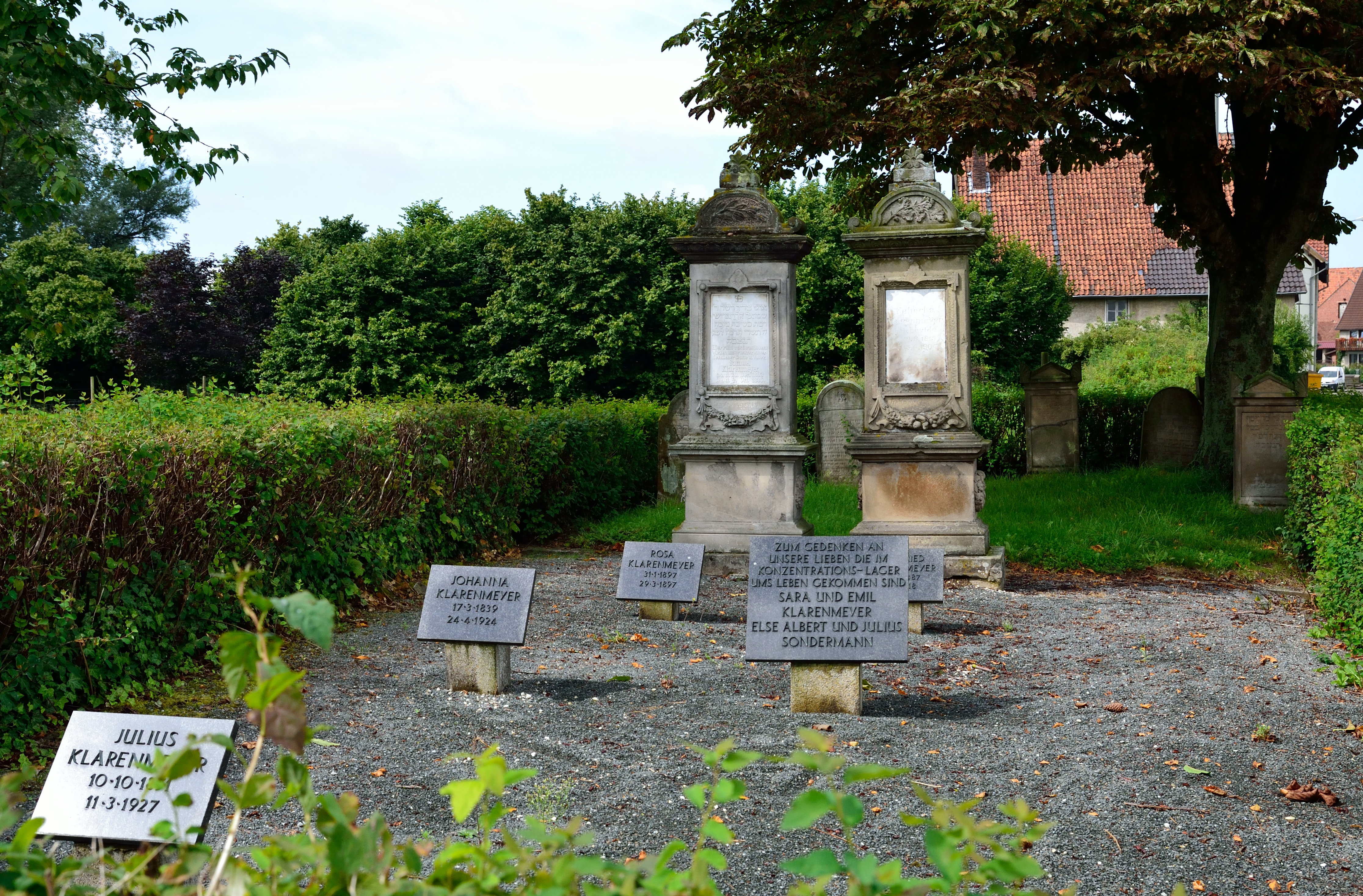
Der Jüdische Friedhof in Belle

Der Jüdische Friedhof liegt an der Pyrmonter Straße, gegenüber der Einmündung zur Straße Molkenberg.  Der 129 m² große Friedhof befand sich im Privatbesitz der jüdischen Familie Klarenmeyer. Auf dem von 1793 bis 1927 belegten Friedhof sind heute noch 13 Grabsteine (Mazewot) erhalten.
Drei Mitglieder der Familie Klarenmeyer konnten vor und während der Zeit des Nationalsozialismus emigrieren, zwei Mitglieder der Familie wurden in Konzentrationslagern umgebracht.